# Stictotarsus opaculus
Stictotarsus opaculus är en skalbaggsart som först beskrevs av Sharp 1882.  Stictotarsus opaculus ingår i släktet Stictotarsus och familjen dykare. Inga underarter finns listade i Catalogue of Life.